# Wondelgem
Wondelgem är en ort i Belgien.   Den ligger i provinsen Östflandern och regionen Flandern, i den nordvästra delen av landet, 50 km nordväst om huvudstaden Bryssel. Wondelgem ligger 6 meter över havet och antalet invånare är 12 407.
Terrängen runt Wondelgem är mycket platt. Runt Wondelgem är det mycket tätbefolkat, med 1 221 invånare per kvadratkilometer.. Närmaste större samhälle är Gent, 4,1 km söder om Wondelgem. 
Runt Wondelgem är det i huvudsak tätbebyggt.